# Theory of a Deadman
Theory (ex – Theory of a Deadman) — мультиплатиновая рок-группа из Ванкувера, Канада, основанная в 2001 году, один из ключевых проектов лейбла Roadrunner Records. Все альбомы группы получили платиновый статус в Канаде. Четвёртый студийный альбом The Truth Is… в 2011 году вошёл в топ-10 альбомного чарта Billboard 200 и в рок-чарты Top Rock Albums, Top Alternative Albums, Top Hard Rock Albums. Семь хитов группы попали в первую десятку чарта американского журнала Billboard Hot Mainstream Rock Tracks — «Bad Girlfriend», «Santa Monica», «So Happy», «By the Way», «Lowlife», «I Hate My Life», «Not Meant to Be». Четыре песни из альбома Gasoline использовались в качестве саундтрека к популярной компьютерной игре Fahrenheit (Indigo Prophecy) — «Santa Monica», «No Surprise», «Say Goodbye» и «No Way Out». Последняя на данный момент пластинка группы Dinosaur вышла в марте 2023 года.
Группа Theory играет в различных жанрах рок-музыки, в основном это пост-гранж, альтернативный рок, альтернативный метал и хард-рок, в некоторых песнях также присутствуют элементы акустической музыки и кантри.

## История
Theory была основана в 2001 году. Известность группе принесла игра под названием «Fahrenheit», в которой присутствовали песни из альбома Gasoline: «Santa Monica», «Say Goodbye», «No Surprise», а также специально написанная «No Way Out».
Игра «Fahrenheit» разошлась по миру тиражом в несколько миллионов копий и привлекла внимание общественности к группе. Уже в 2005 году группа выпустила свой новый альбом под названием Gasoline, который был очень тепло принят слушателями. 1 апреля 2008 года группа выпустила свой 3-й альбом Scars & Souvenirs, который также пользуется популярностью.
Кроме того, их песня «Invisible Man» прозвучала в фильме «Человек-паук» и в сериале «Smallville».
На данный момент снято 19 клипов на песни «Better Off», «No Surprise», «Santa Monica», «Since You’ve Been Gone», «Make Up Your Mind», «Nothing Could Come Between Us», «Point To Prove», «So Happy», «Bad Girlfriend», «All Or Nothing», «Hate My Life», «Not Meant To Be», «By The Way», «Lowlife», «Bitch Came Back», «Savages», «Angel», «Blow» и «History of Violence».
9 апреля, 2009 года альбом Scars & Souvenirs получил золотой статус в США.
Четвёртый альбом группы под названием The Truth Is… вышел 12 июля 2011 года. Две песни из него — «Lowlife» и «Bitch Came Back» — дебютировали во время тура Avalanche, в котором Theory of a Deadman участвовали совместно со Stone Sour, Skillet, Halestorm, и Art of Dying.
14 июля 2011 на ресурсе CraveOnline состоялась премьера видеоклипа на первый сингл с нового альбома, песню «Lowlife». Главную роль в котором исполнил Донал Лог.
Премьера клипа «Bitch Came Back» состоялась 28 сентября 2011 на ресурсе ARTISTdirect.com.

## Состав
- Тайлер Коннолли — вокал, соло-гитара
- Дин Бэк — бас-гитара
- Дэйв Бреннер — ритм-гитара, слайд-гитара
- Джоуи Дандено — ударные

### Бывшие участники
- Тим Харт — ударные (2001—2003)
- Кайла Баарда — ударные (2003)
- Брэнт Фитц — ударные (2004—2007)

## Дискография
- Theory of a Deadman (2002)
- Gasoline (2005)
- Scars & Souvenirs (2008)
- The Truth Is… (2011)
- Savages (2014)
- Wake Up Call (2017)
- Say Nothing (2020)
- Dinosaur (2023)

## Интересные факты
- Название группы произошло из песни Connolly — «Last Song», в которой поется о человеке, пишущем мемуары до совершения самоубийства.
- Слова для всех песен группы пишет фронтмен — Тайлер Коннолли.
- Дэниел Адэр из группы Nickelback играл на ударных в песне «Santa Monica».
- Тайлер Коннолли в средней школе работал в ресторане вместе с другими участниками группы: с Дином Бэком (басистом) и первым барабанщиком. Изначально в составе группы было три человека, так как Дэвид Бреннер состоял в другой группе, но вскоре она распалась и Дэвид позвонил Тайлеру с просьбой присоединиться к ним.[1]

## Использование в массмедиа
- В игре Fahrenheit/Indigo Prophecy в качестве саундтрека были использованы 4 песни из альбома Gasoline — «Santa Monica», «No Surprise», «Say Goodbye» и «No Way Out». Песня «Santa Monica» прозвучала в финальных титрах и некоторых эпизодах.
- В игре American Chopper звучит песня «Leg to Stand On».
- Игра NASCAR 09 использует песню «Got It Made» из их альбома Scars & Souvenirs в качестве саундтрека.
- Песня «Invisible Man» была использована в фильме «Человек-паук» и сериалах «Тайны Смолвиля» (2 сезон, 12 серия) и «Последователи» (1 сезон, 11 серия)
- Песня «Got it Made» использована в видео-обзоре TNA Wrestling в 2008 году.
- Песня «Not Meant To Be» вошла в саундтрек к фильму «Трансформеры: Месть падших».
- Песня «Panic Room» стала саундтреком к PPV-шоу WWE «Hell in a Cell 2014».
- «Head Above Water» — песня из альбома The Truth Is…, вошла в саундтрек к фильму «Трансформеры 3: Тёмная сторона Луны».

## Награды

### Juno Awards
Награды Juno Awards вручаются Канадской академией искусства и науки звукозаписи. Theory получили одну награду и две номинации.
| Год  | Номинируемая работа | Категория                | Результат |
| ---- | ------------------- | ------------------------ | --------- |
| 2006 | Theory of a Deadman | Группа года              | номинация |
| 2006 | Gasoline            | Рок-альбом года          | номинация |
| 2003 | Theory of a Deadman | Лучшая новая группа года | победа    |

### Western Canadian Music Awards
| Год  | Номинируемая работа | Категория             | Результат |
| ---- | ------------------- | --------------------- | --------- |
| 2009 | Scars and Souvenirs | Рок-альбом года       | победа    |
| 2005 | Gasoline            | Выдающийся рок-альбом | номинация |
| 2003 | Theory of a Deadman | Выдающийся рок-альбом | номинация |

### BMI Pop Awards
«Not Meant to Be», написанная участниками группы — Коннолли, Бреннером и Бэком, в 2010 году получила награду BMI Pop Awards Award.